# Sennett
Sennett – miasto w Stanach Zjednoczonych, w stanie Nowy Jork, w hrabstwie Cayuga.